# Dichodactylus
Genre
Dichodactylus est un genre d'araignées aranéomorphes de la famille des Agelenidae.

## Distribution
Les espèces de ce genre sont endémiques du Japon.

## Liste des espèces
Selon World Spider Catalog (version 18.5, 02/01/2018) :
- Dichodactylus inabaensis (Arita, 1974)
- Dichodactylus satoi (Nishikawa, 2003)
- Dichodactylus shinshuensis Okumura, 2017
- Dichodactylus tarumii (Arita, 1976)

## Publication originale
- Okumura, 2017 : Dichodactylus gen. nov. (Araneae: Agelenidae: Coelotinae) from Japan. Species Diversity vol. 22, p. 29-36 (texte intégral).